# Menthus rossi
Menthus rossi är en spindeldjursart som först beskrevs av Chamberlin 1923.  Menthus rossi ingår i släktet Menthus och familjen Menthidae. Inga underarter finns listade i Catalogue of Life.